# シストヴァ条約
シストヴァ条約 (オスマン語: زشتوی معاهده سی Ziştovi Muâhedesi, トルコ語: Ziştovi Antlaşması)、シストヴァの講和 (ドイツ語: Der Friede von Sistov、ドイツ語: Der Friede von Sistowa) は、ハプスブルク帝国 (オーストリア大公国)とオスマン帝国の間で、オーストリア・トルコ戦争（1787年 - 1791年）を終結させるために締結された講和条約である。1791年8月4日に現在のブルガリアのスヴィシュトフでイギリス、プロイセン、オランダの仲介で締結された。条文はフランス語とオスマン・トルコ語で書かれた。オーストリアはベオグラードなどの占領地をオスマン帝国に返還した。スヴィシュトフ条約とも。

## 条約
神聖ローマ皇帝ヨーゼフ2世はロシア皇帝エカチェリーナ2世がオスマン帝国に対して起こした戦争に1787年に参戦した。戦争の初年度はオーストリア側は不利な状況に追い込まれていたが、1789年10月8日にベオグラードを占領することに成功し、1790年にもカラファトでオスマン陸軍に勝利した。オーストリアとロシアとの同盟は非常にうまくいっていた。しかし、オーストリアはプロイセンの侵攻を恐れており、またフランス革命が勃発したことで政治状況は切迫したものになった。
こうした切迫した状況の中でヨーゼフ2世が崩御し、レオポルト2世が帝位をハンガリー王位、ボヘミア王位とともに継承した。レオポルト2世は1790年7月27日にプロイセンとの間にライヘンバッハ会議を開き、プロイセンとの対立を回避することに成功したが、その代わりにオスマン帝国と休戦し、現状維持を基本とする講和を結ぶことを約束した。その結果、オーストリアはこの戦争から成果をほとんど引き出すことができなかった。レオポルト2世とスルタン・セリム3世の間での合意は、オルショヴァ（現ルーマニアの都市）とクロアチアの国境地帯の小さな2箇所をオーストリアにもたらしただけであり、オーストリア、オスマン帝国両国の国境線は1788年の状態に基づいて確定された。
この条約でオーストリア・トルコ戦争は終結し、これ以後オーストリアは19世紀、20世紀を通じてロシアが主導したトルコ戦争には関わらなかった。
トルコ戦争が終わると共に、オーストリアはプロイセンと共に1791年8月27日のピルニッツ宣言に参加した。オーストリアはオスマン帝国方面への拡大をいっさい放棄した。その代わりに、プロイセンは東方への拡張をおこなわないこと、ブラバント革命を支援しないことを約束した。両国はヨーロッパ諸国がすべて必要と認めるならば、フランスに介入することを誓約した。